# Alois Reiter
Alois Reiter (1968) è un ex biatleta tedesco occidentale.

## Biografia
In Coppa del Mondo ottenne l'unico podio, nonché primo risultato di rilievo, il 29 gennaio 1989 a Ruhpolding (3°). In carriera prese parte a un'edizione dei Mondiali, Minsk/Oslo/Kontiolahti 1990 (14° nella gara a squadre il miglior risultato).
Nel 2012 ha fatto parte del comitato organizzatore dei Mondiali di Ruhpolding in qualità di direttore di gara.

## Palmarès

### Coppa del Mondo
- 1 podio (a squadre[1]):
  - 1 terzo posto